# Arenicolites
Arenicolites Salter, 1857 es un paragénero de icnofósiles presente en rocas sedimentarias de facies marina, fluvial, lacustre y eólica desde el periodo Ediacárico a la actualidad en el caso de las facies marinas y del Carbonífero a la actualidad en la continental.
Las trazas están formadas por galerías cilíndricas u ovaladas muy estrechas (entre 5 y 7 milímetros) de perfil en U, a veces con perfil en J y no siempre paralelas, completamente verticales respecto al estrato o levemente oblicuas. Los extremos de los cilindros pueden tener una anchura diferente al resto de la estructura formando tanto embudos como campanas y la separación entre ellos es muy variable. Las paredes de las galerías son comúnmente lisas aunque se han reconocido en algunos ejemplares paredes con un estriamiento curvo característico de tipo spreite. Cuando se han conservado en el lecho del estrato aparecen como dos depresiones circulares u ovaladas separadas entre 10 y 50 milímetros.
Estos rastros fósiles se corresponden con galerías de alimentación de tipo fodinichnia o habitación de tipo domichnia con dos entradas excavadas en sustrato arenoso realizadas por una gran variedad de taxones animales suspensívoros, poliquetos, crustáceos, coleópteros o vertebrados.